# Samir Aït Saïd
Samir Aït Saïd, född den 1 november 1989 i  Champigny-sur-Marne i Val-de-Marne i Frankrike, är en fransk gymnast.

## Karriär
Vid OS 2020 placerade sig Samir Aït Saïd på en fjärdeplats i ringar. Vid VM 2019 tog han brons i ringar, och vid EM 2013 tog han guld i samma disciplin.